# سيفيرين غانتسارتسيك
سيفيرين دانييل غونكارتشيك (بالبولندية: Seweryn Gancarczyk)‏ (مواليد 22 نوفمبر 1981 في دبيكا) لاعب كرة قدم بولندي دولي يجيد اللعب في خط الدفاع . يلعب حاليا لصالح نادي ليتش بوزنان البولندي منذ 2009 .

## روابط خارجية
- سيفيرين غانتسارتسيك على موقع الاتحاد الدولي (مؤرشف)  (الإنجليزية)
- سيفيرين غانتسارتسيك على موقع اتحاد أوكرانيا (الإنجليزية)
- سيفيرين غانتسارتسيك على موقع قاعدة بيانات كرة القدم.إي يو (الإنجليزية)
- سيفيرين غانتسارتسيك على موقع ناشيونال فوتبول تيمز (الإنجليزية)
- سيفيرين غانتسارتسيك على موقع Soccerway.com (الإنجليزية)
- سيفيرين غانتسارتسيك على موقع عالم كرة القدم.نت (الإنجليزية)
- سيفيرين غانتسارتسيك على موقع كووورة